# Wheeler megye (Texas)
Wheeler megye az Amerikai Egyesült Államokban, azon belül Texas államban található. Megyeszékhelye Wheeler, legnagyobb városa Shamrock. Lakosainak száma 4990 fő (2020. április 1.).

## Szomszédos megyék
- Hemphill megye
- Collingsworth megye
- Donley megye
- Roger Mills megye
- Beckham megye
- Gray megye
- Roberts megye

## Népesség
A megye népességének változása:
| Lakosok száma | 5407 | 5475 | 5622 | 5751 | 5657 | 4990 |
|               | 2010 | 2011 | 2012 | 2013 | 2015 | 2020 |